# História de Portugal (1640–1777)
O Reino de Portugal, com a ascensão da Casa de Bragança, a quarta e última dinastia, após a Restauração da Independência, em 1640 e até ao final do governo do Marquês de Pombal, em 1777, viveu um período de transição. Durante a União Ibérica, o Império português manteve a ampla influência que havia caracterizado o período das Descobertas. De 1640 para 1777, a riqueza de Portugal e o império diminuíram. O caso dos Távoras, o catastrófico sismo de 1755 em Lisboa, e a ascensão de Maria I, a primeira Rainha Reinante de Portugal, culminaram o referido período histórico.
A uso sumptuário do ouro proveniente do Brasil, o regime absolutista, o movimento para a Independência do Brasil, o Tratado de Methuen e o sismo de Lisboa contribuíram para o colapso da posição de Portugal na Europa e no mundo. O fim da Dinastia de Avis, e a União Ibérica obrigaram Portugal a depender de suas colônias, primeiro a Índia e, em seguida, o Brasil. A mudança da Índia para o Brasil foi a consequência da pressão dos holandeses, e do Império Britânico. Uma mudança semelhante ocorreu depois que o Brasil ganhou sua independência, o que teve como consequência a de Portugal se concentrar mais em suas possessões na África.
O início do século XVIII, conhecido como a Era Pombalina depois de Sebastião José de Carvalho e Melo, Marquês de Pombal, foi um período de ditadura e de amplas reformas. O Marquês de Pombal foi nomeado por D. José I, que tinha pouca inclinação para o governo. Ele iniciou muitas reformas destinadas a modernizar o país e atacou o poder dos privilegiados da nobreza e do clero, nomeadamente no caso dos Távoras e a expulsão dos jesuítas. Ele também foi o líder da reconstrução de Lisboa após o sismo de 1755. No entanto, os historiadores também argumentam que a forma "iluminada" de Pombal agir, foi, a longo alcance,  essencialmente um mecanismo para melhorar a autocracia, em detrimento da liberdade individual e, especialmente, de um aparelho para esmagar a oposição, suprimindo a crítica, e promover a exploração econômica colonial, bem como a intensificação do livro de censura e a consolidação do controle pessoal e lucro.
Logo após a morte de do Rei Dom José I, em 1777, no entanto, sua filha D.ª Maria I demitiu Pombal, e proibiu-lhe de estar dentro de 20 milhas de sua pessoa.

## Contexto
A Batalha de Alcácer Quibir , em 1578, viu a morte do jovem Rei D. Sebastião I e o fim da Casa de Avis.O seu  sucessor  foi o Cardeal Henrique I de Portugal, de 70 anos de idade. A morte de Dom Henrique foi seguida por uma crise dinástica, com três netos de D. Manuel I, reivindicando o trono: D.ª Catarina, Duquesa de Bragança, casada com o D. João, 6º Duque de Bragança, D. António, Prior do Crato, e Filipe II da Espanha. António tinha sido aclamado Rei de Portugal pelo povo de Santarém em 24 de julho de 1580 e, em seguida, em muitas cidades e vilas de todo o país. No entanto, Filipe II marchara em Portugal e derrotou as tropas leais ao Prior do Crato na Batalha de Alcântara. Filipe II foi coroado D. Filipe I de Portugal, em 1580, (reconhecido como oficial Rei pelas Cortes portuguesas de Tomar em 1581) e a Dinastia Filipina começou.
O status de Portugal foi mantido sob os dois primeiros reis da Dinastia Filipina, D. Filipe I e seu filho D. Filipe II de Portugal e III de Espanha. Ambos os monarcas deram excelentes posições para nobres portugueses em tribunais espanhóis, e Portugal manteve independente  a lei, a moeda e o governo. No entanto, a junção das Duas Coroas privou de Portugal, de uma política externa e os inimigos da Espanha tornaram-se,  seus. A guerra contra a Inglaterra levou a uma deterioração das relações com Portugal, o mais antigo aliado (desde o Tratado de Windsor, em 1386) e a perda de Ormuz. A guerra com os holandeses levaram a invasões de muitos países na Ásia, incluindo o Ceilão português (hoje Sri Lanka), e os interesses comerciais no Japão, África (Mina), e América do Sul. Apesar de português, foi possível capturar toda a ilha de Ceilão, eles foram capazes de manter as regiões costeiras do Ceilão sob seu controle por um período de tempo considerável. O Brasil foi parcialmente conquistado pela França e pelas Dezessete Províncias. A invasão holandesa no Brasil foi mais duradouro e mais problemático para Portugal. As Dezessete Províncias de capturaram uma grande parte da costa brasileira, incluindo Bahia, Salvador, Recife, Pernambuco, Paraíba, Rio Grande do Norte, Ceará e Sergipe, enquanto os corsários holandeses  saqueavam os navios portugueses em ambos os Oceanos, Atlântico e Índico.

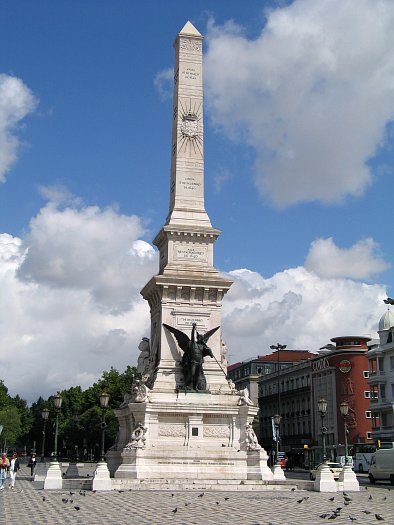
Um monumento em homenagem aos "restauradores", em Lisboa, na praça com o mesmo nome

Quando D. Filipe II morreu, foi sucedido por D. Felipe III (IV de Espanha), que tinha uma abordagem diferente aos problemas portugueses. O aumento dos impostos l  afetou principalmente os mercadores portugueses (Carmo Reis, 1987). A nobreza portuguesa começava a perder a sua importância nas Cortes espanholas, e postos do governo, em Portugal, foram ocupada por espanhóis. Em última análise, D. Filipe III tentou fazer de Portugal uma província espanhola e nobres portugueses perderam todo o seu poder.
Esta situação culminou em uma Revolução comandada pela nobreza e alta burguesia, no 1.º de Dezembro de 1640, 60 anos após a coroação de D. Filipe I. O golpe de Estado foi planejado por Antão Vaz de Almada, Miguel de Almeida e João Pinto Ribeiro. Eles, junto com vários companheiros, chamados os Quarenta Conjurados, mataram o Secretário de Estado Miguel de Vasconcelos e aprisionaram a prima do Rei Castelhano a Duquesa de Mântua, que governava o Reino de Portugal em seu nome. O momento foi bem escolhido, como a Espanha estava a combater na Guerra Dos Trinta Anos, e que também enfrentam uma revolução na Catalunha.

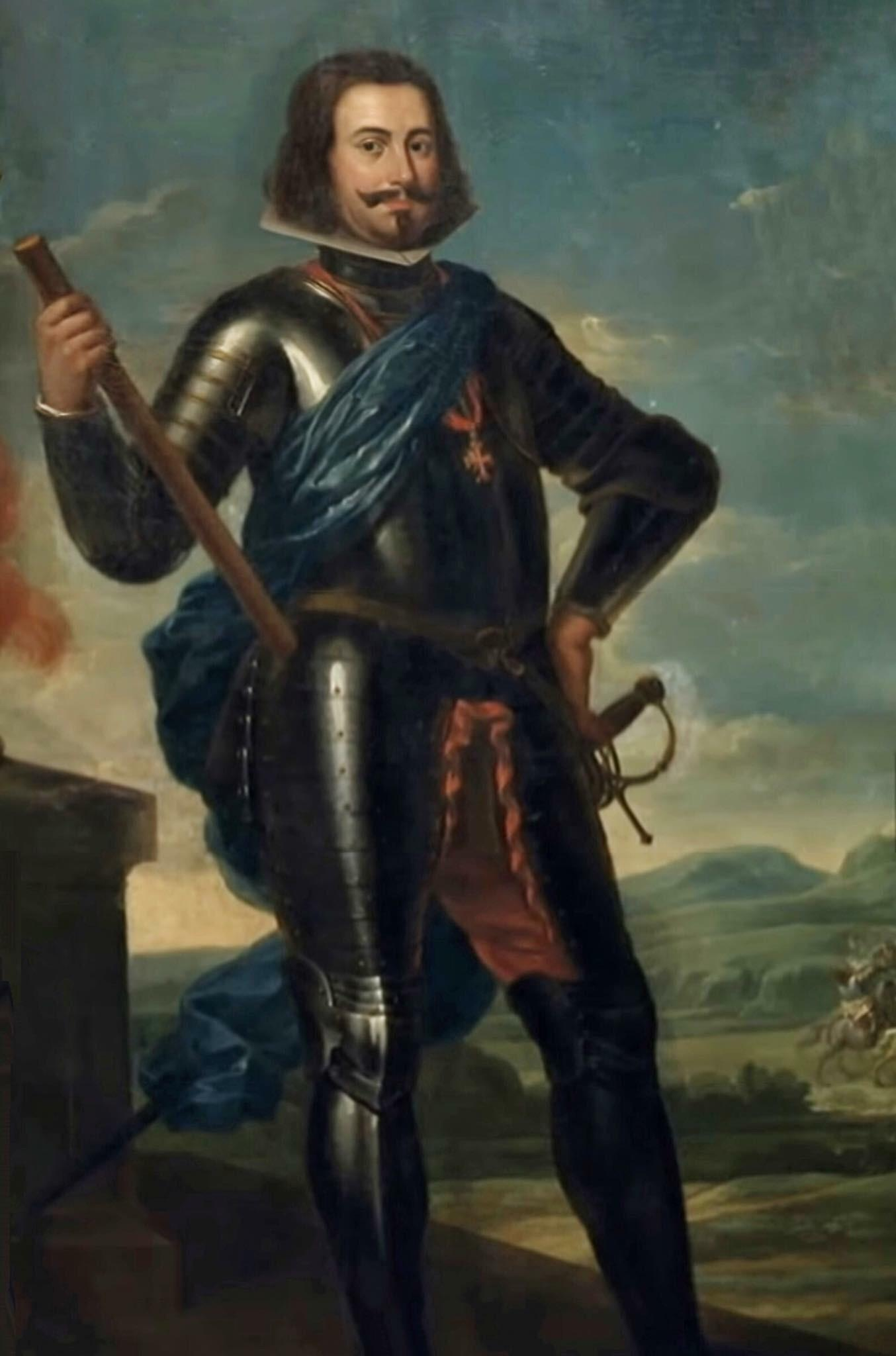
João IV de Portugal, o Rei Restaurador

O apoio do povo, tornou-se aparente, quase imediatamente, e logo D. João, 8º Duque de Bragança, foi aclamado Rei de Portugal em todo o país, como D. João IV. Pelo dia 2 de dezembro, 1640, João já estava a enviar uma carta como soberano do país para a câmara Municipal de Évora.

## Guerra da Restauração
A subsequente guerra com a Espanha, chamada de Guerra da Restauração, consistia principalmente de periódicos escaramuças, perto da fronteira e cinco importantes batalhas, sendo a Batalha de Montijo, em 26 de Maio de 1644, a Batalha das Linhas de Elvas em 14 de janeiro de 1659, a Batalha do Ameixial, em 8 de junho de 1663, a Batalha de Castelo Rodrigo, de 7 de julho de 1664, e a Batalha de Montes Claros, 17 de junho de 1665; os portugueses foram vitoriosos em todas estas batalhas.
As vitórias foram possíveis porque D. João IV fez várias decisões que fortaleceu as forças portuguesas. No dia 11 de dezembro, 1640, ele criou o Conselho de Guerra, para organizar as operações (Mattoso, Vol. VIII 1993). Em seguida, o Rei criou a Junta de Fronteiras, para cuidar de fortaleza, perto da fronteira, a hipotética de defesa de Lisboa, e as guarnições e portos de mar. Em dezembro de 1641, ele criou uma locação, para garantir o aperfeiçoamento de todas as fortalezas lusas, pagos com impostos regionais. D. João IV também organizou o exército, que institui a Lei Militar do Rei D. Sebastião, e desenvolveu uma intensa atividade diplomática que restaurou as boas relações com a Inglaterra.
Depois de várias e decisivas vitórias, D. João IV rapidamente tentou fazer a paz com a Espanha. A exigência de que a Espanha reconhece a legitimidade de Portugal da nova dinastia governante, a Casa de Bragança, não foi cumprida até o reinado de seu filho, D. Afonso VI, durante a regência de D. Pedro de Bragança (outro filho de D. João IV e futuro Rei D. Pedro II de Portugal).

## De D. João IV à D. João V
A realeza portuguesa da Casa de Bragança começou com Dom João IV. Os Príncipes da Casa de Bragança eram um ramo da Casa de Avis criado por D. Afonso V para o seu meio-tio Afonso, Conde de Barcelos, filho ilegítimo de D. João I, o primeiro monarca da Casa de Avis. Os Braganças logo se tornaram uma das mais poderosas famílias do reino, e para as próximas décadas casaram muitos de seus membros com a Família Real. Em 1565, D. João, 6º Duque de Bragança casou com a Princesa Catarina, neta do Rei D. Manuel I. Essa ligação com a Família Real mostrou determinante na ascensão da Casa de Bragança como  uma Casa Real. D.ª Catarina foi uma das mais fortes demandantes do trono durante a crise dinástica de 1580, mas perdeu a luta para o seu primo Filipe II de Espanha. Eventualmente o neto de D.ª Catarina tornou-se D. João IV de Portugal como ele foi escolhido para ser o legítimo herdeiro.

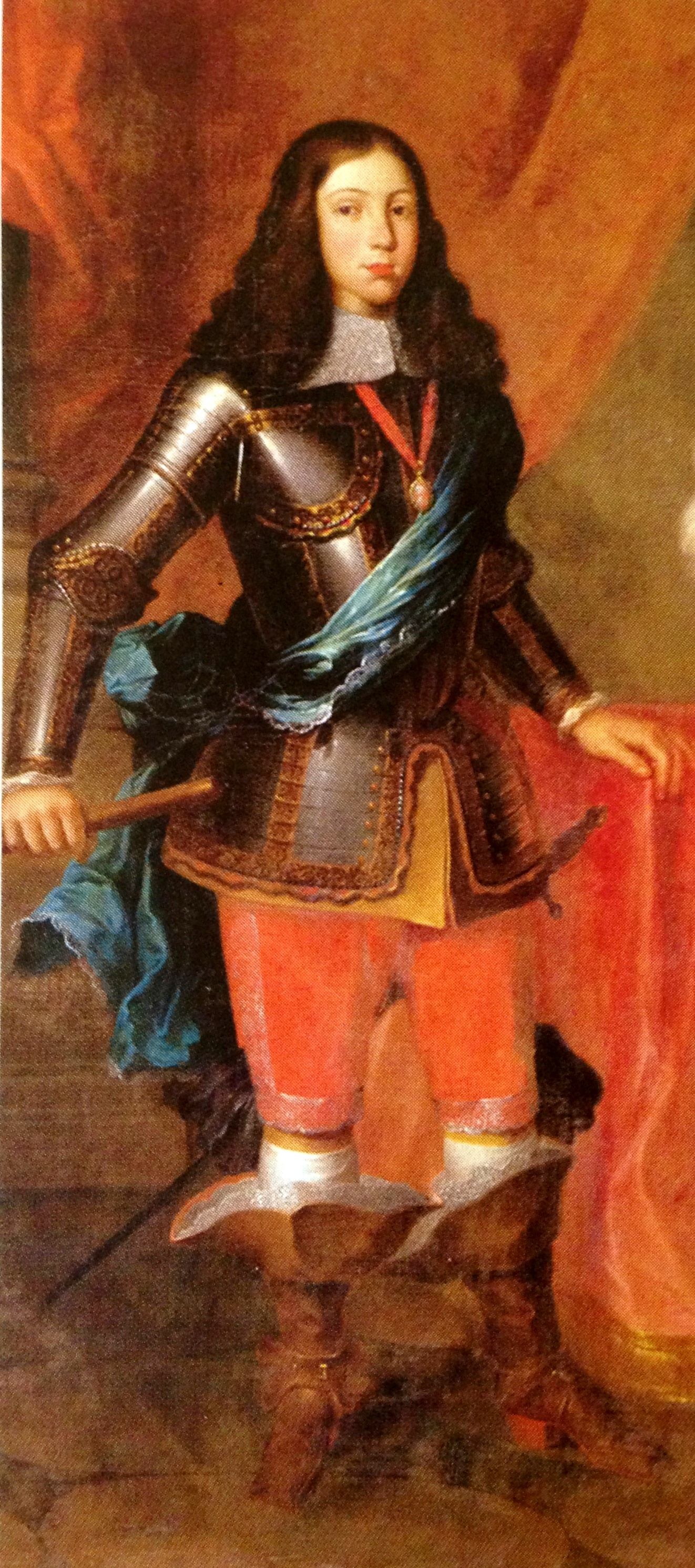
D. Afonso VI, o segundo Rei da Casa de Bragança.

D. João IV foi um monarca amado, um patrono das artes plásticas e de música, e de uma equipe de compositor e escritor sobre temas musicais. Ele coletou uma das maiores bibliotecas do mundo (Madeira & Aguiar, 2003). Entre seus escritos é uma defesa de Palestrina, e uma Defesa da Música Moderna (Lisboa, 1649). No exterior, os holandeses capturaram a portuguesa Malaca (Janeiro de 1641) e o Sultão de Omã capturado Mascate (1648). Por 1654, no entanto, a maioria do Brasil estava de volta nas mãos dos portugueses e tinham efetivamente deixado de ser viável a colônia holandesa. João casou-se com sua filha D.ª Catarina de Bragança com Charles II da Inglaterra, oferecendo Tânger e Bombaim como dote. D. João IV faleceu em 1656, e foi sucedido por seu filho D. Afonso VI.
D. Afonso VI, tornou-se Rei de Portugal, quando ele tinha treze anos de idade. O jovem rei sofria de uma doença que paralisou o lado esquerdo do seu corpo e deixou-o mentalmente instável. Depois de seis anos da regência de D.ª Luísa de Guzmán, a Rainha-Mãe, D. Afonso assumiu o controle do país. Seu reinado foi curto devido a uma conspiração de sua esposa, a Rainha D.ª Maria Francisca de Saboia, que juntou-se com Afonso, irmão, o Príncipe Pedro, segura uma anulação do seu casamento com o Rei em 1667 com base na sua impotência. Pedro mais tarde se casou com D.ª Maria Francisca. No mesmo ano, Pedro conseguiu obter apoio suficiente para forçar o Rei a abandonar o controle do governo e chamá-lo de Príncipe Regente.
D. Pedro continuou como Príncipe Regente, mas de facto governante de Portugal pelos próximos 16 anos. Quando D. Afonso IV morreu em 1683, D. Pedro o sucedeu como D. Pedro II de Portugal. D. Pedro II é considerado o primeiro monarca absolutista de Portugal. Ele descartou o histórico legislativo Cortes Portuguesas em 1697 e governou sozinho. Ele incentivou o foco português na  exploração do Brasil após a descoberta da prata no território. No reinado de D. Pedro também se assinou o Tratado de Methuen, de comércio com a Inglaterra.
D. Pedro foi sucedido por seu filho D. João V, em 1706. Um admirador de Luís XIV da França, D. João manteve uma luxuosa corte pagos pelas riquezas da colônia do  Brasil e governou como um rei absolutista, ignorando os Cortes (que só tinha convocado esporadicamente desde 1640) e, pessoalmente, a nomeava os ministros. Seus cognomes foram "o Magnânimo", "o Magnífico" ou "Rei-Sol português" e ele é talvez o melhor exemplo de um monarca absolutista em Portugal. O seu longo reinado foi caracterizado por um reforço dos poderes do rei, possibilitado pelas grandes receitas fluindo para Portugal a partir do Brasil.

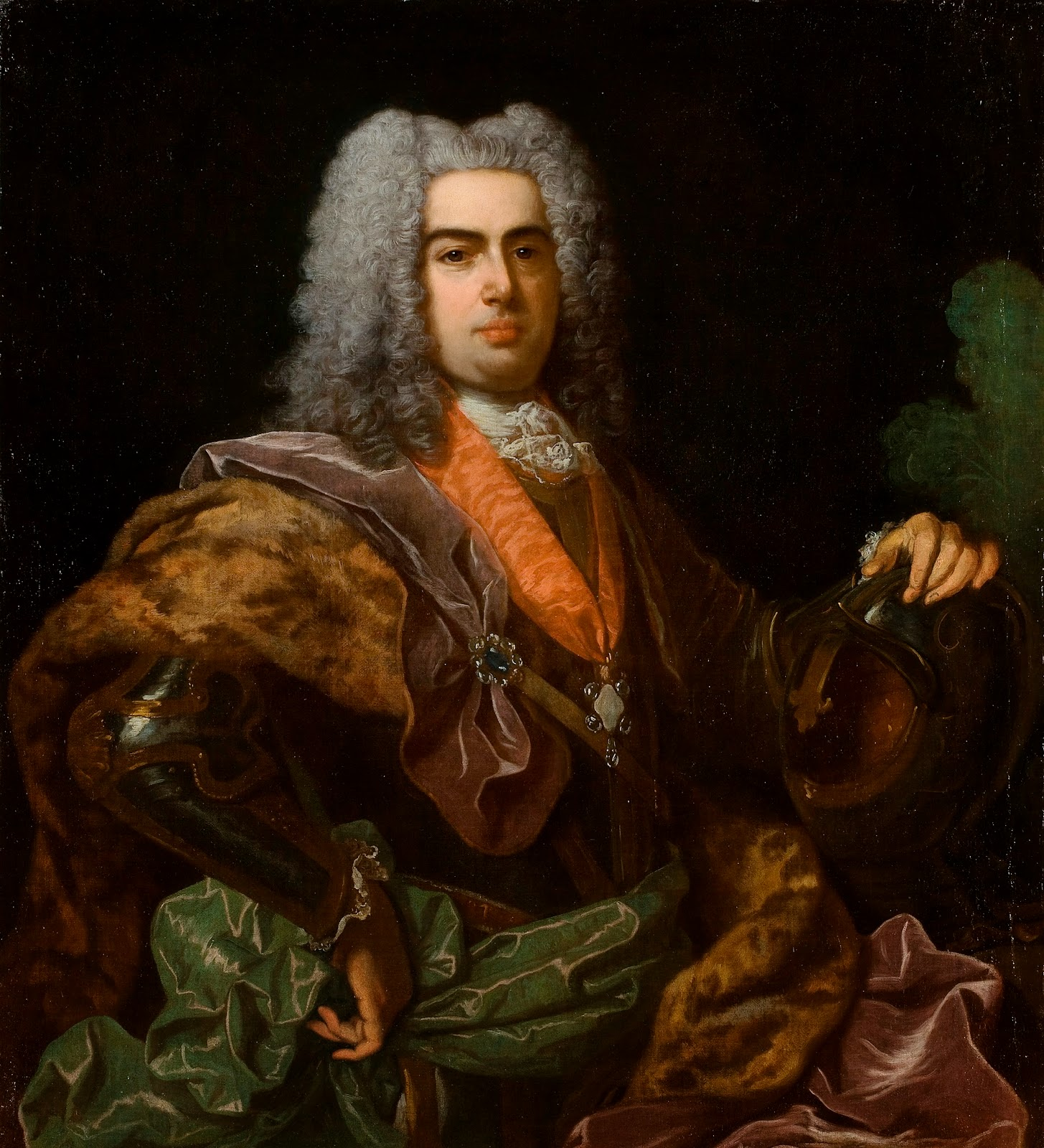
D. João V de Portugal.

D. João V, utilizou o Tesouro da Coroa para desenvolver em Portugal uma economia enfraquecida com a criação de novas fabricas em todo o país; no entanto, a maior parte do investimento foi usado para patrocinar as artes e intelectuais e recuperar o anterior prestígio de Portugal  entre seus vizinhos Europeus (Carmo Reis, 1987). Sua política externa foi seguida de duas regras simples: a neutralidade política Europeia nos conflitos, e as tentativas para aumentar o seu prestígio em Roma. O título de "Majestade fidelíssima" foi finalmente concedido a D. João V e a seus sucessores por uma bula papal.
Os últimos anos de vida de D. João V foram dedicados a atos de devoção e subserviência para o clero (Madeira & Aguiar, 2003). Suas primeiras medidas econômicas, que foram impopular entre a nobreza  superior (Mattoso, Vol. IV 1993), tornou-se ineficaz e assuntos públicos eram tão dependente das regras do monarca da regra que tornaram-se quase que  inoperante (Carmo Reis, 1987). Em seus últimos anos, Portugal caiu na estagnação. D. João V morreu em 31 de julho de 1750 e foi sucedido por seu filho D. José I.

## Estado do Brasil
Uma consequência de uma união pessoal com a Espanha foi a perda do monopólio português do Oceano Índico. Ingleses, franceses e holandeses conquistaram possessões portuguesas na Ásia. Do enorme Império de D. Manuel I e D. João III, os portugueses foram reduzidos para a fortaleza de Goa, várias pequenas fortalezas na Índia, Macau , na costa da China, e a ilha de Timor português. postos de comércio em África foram perdidos para os ingleses (Golfo da Guiné) e holandeses (Natal e a portuguesa da Costa de Ouro). Confrontado com esta situação, os portugueses concentraram seus interesses comerciais no Brasil, que estava parcialmente sob o domínio holandês. Depois de vários anos de guerra aberta, os holandeses se retiraram formalmente em 1654, depois de uma  mediação inglesa.
O cultivo do açúcar foi introduzido no Brasil no início do século XVII, e passou a ser um grande sucesso. A economia da colônia era baseada na agricultura, plantation e alimentado por trabalho escravo. No final do século XVII, os exploradores brasileiros conhecidos como bandeirantes encontraram ouro no que é hoje o estado de Minas Gerais. Os colonizadores portugueses começaram uma exploração no interior do Brasil, além da linha do Tratado de Tordesilhas (mais tarde foi feito um novo tratado fronteiriço com a Espanha, o Tratado de Madrid). Assentamentos no sudeste do Brasil, mais próximo a região do ouro, cresceu a um ritmo rápido, eventualmente, eclipsando as mais antigas povoações da costa nordeste.
A primeiro grande corrida do ouro começou com milhares de colonos e escravos que chegavam as montanhas escarpadas norte do Rio de Janeiro. O rush eventualmente se espalhou para muitas outras regiões do Brasil. Na década de 1720, a corrida sofreu mais um estímulo com a descoberta de diamantes e as duas indústrias de mineração cresceu rápido. Pelo século XVIII, talvez 80% do ouro na Europa originava-se no Brasil.
Em Lisboa, o ouro do Brasil teve um enorme impacto sobre a sociedade portuguesa. A Família Real tinha o direito de recolher um quinto do ouro extraído no Brasil, com o enriquecimento conseguiu recuperar o prestígio dos séculos anteriores. A corrida do ouro também causada a emigração para o Brasil e deportados de Portugal, era uma grande parte de sua população. A população foi tão alta que D. João V proibiu a emigração em 1709 (Mattoso, Vol. IV 1993). Foi também durante este período que os Índios ganharam total liberdade, uma decisão que contrastava com o crescente comércio de escravos.
As condições para a independência do Brasil começou a se formar. Como a elite portuguesa recebia a maior parte dos lucros da mineração de ouro no Brasil, os proprietários de plantações e minas começaram a protestar contra a reafirmação do controle imperial e a constante imposição de novos impostos. O primeiro sinal da insatisfação dos brasileiros, foi a Conspiração Mineira, que foi sentida durante o governo do Marquês de Pombal. Uma revolta liderada por figuras proeminentes, bem como oficiais militares falhou e a corte judicial condenou a maioria dos conspiradores para a prisão ou o exílio. Esta situação foi agravada quando as Guerras Napoleônicas se iniciaram. Durante o reinado de D.ª Maria I e da regência de seu filho, o Príncipe D. João, o isolamento das colônias da  Espanha em relação a Metrópole espanhola, que culminou com uma série de guerras de independência em toda a América latina, criando uma situação tensa entre a colônia e Lisboa. Com a Transferência da Corte Real para o Rio de Janeiro em 1807, a situação tensa foi atenuada, com o Príncipe Regente D. João declarando que o Brasil tinha um novo status, o de  Reino, que junto de Portugal passou a se chamar oficialmente de Reino Unido de Portugal, Brasil e Algarve.
O Tratado de Methuen, assinado entre D. Pedro II de Portugal e o Rei Carlos II, da Inglaterra, em 1703. Ele foi nomeado por John Methuen ser o Embaixador Britânico Extraordinário para Portugal, onde ele negociou o tratado. O Tratado de Methuen, que consolidou as alianças na Guerra de Sucessão Espanhola e criado em termos favoráveis em negociação para ambas as nações, especialmente a respeito de vinho do porto. A parte comercial do tratado estabeleceu que os têxteis  ingleses teriam preferência em Portugal, e que os vinhos portugueses (principalmente do Porto) teria preferência na Inglaterra, mediante o pagamento de apenas dois terços das taxas liquidadas com a França. O Tratado de Methuen, que desempenhou um papel importante no desenvolvimento da indústria do vinho do Porto, foi um  grande estímulo para a produção de vinho no interior do Porto.
Na aliança com a Inglaterra na Guerra da Sucessão Espanhola, os portugueses ganharam a proteção de ingleses e holandeses. Portugal sofreu ataques franceses no Rio de Janeiro e na portuguesa Cabo Verde, mas conseguiu garantir as colônias. Na Europa, os portugueses se pela Grande Aliança e, liderada pelo general português Marquês das Minas e pelo inglês Conde de Galway, avançaram em Espanha (Castela), a capturaram de Madrid, em 28 de junho, mas foram derrotados na Batalha de Almanza em 14 de abril de 1707 contra a Espanha e a França, liderada pelo Duque de Berwick e o Duque de Popoli. As forças conjuntas de Portugal e Inglaterra tiveram 5.000 vítimas e de 8.000 soldados foram feitos prisioneiros. Um armistício foi assinado com a França em 1713, e a paz foi feita com a Espanha, em 1715.

## Marquês de Pombal

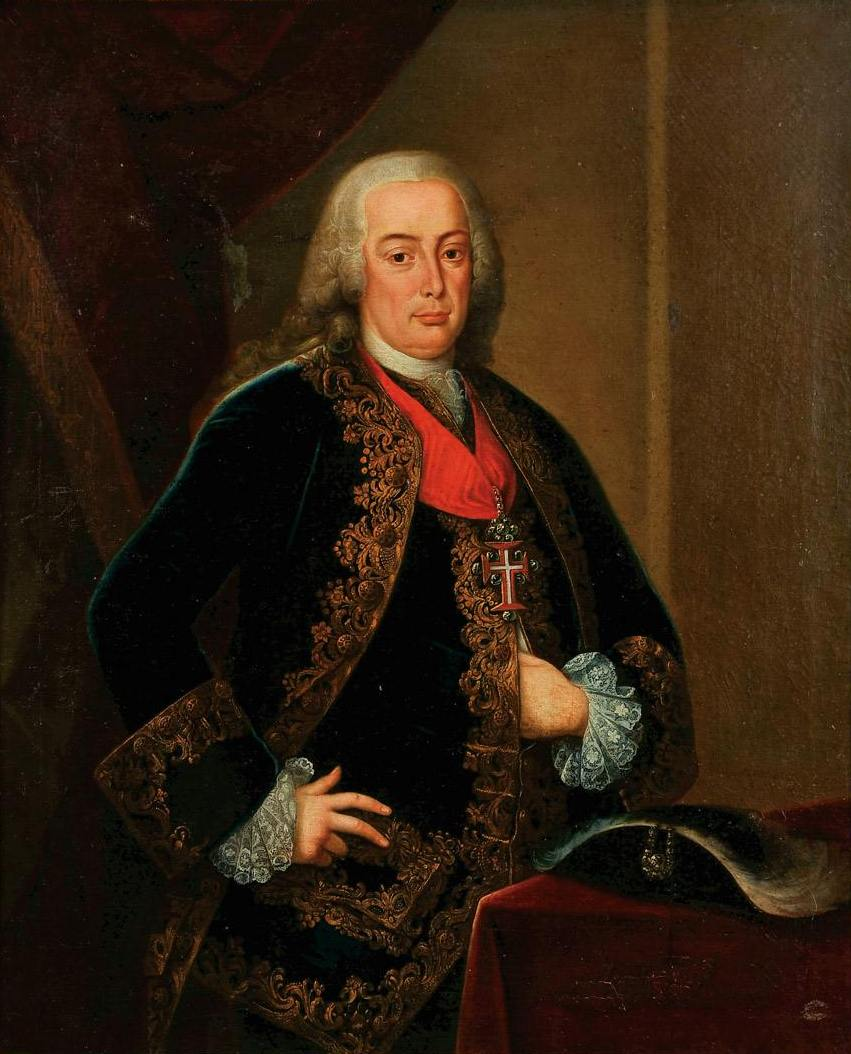
Sebastião José de Carvalho e Melo, Marquês de Pombal, Primeiro-Ministro de Portugal

Quando D. João V morreu em 1750, ele foi sucedido por seu filho, o Príncipe D. José Manuel, que reinou como  Dom José I. Ele amava a vida palaciana, opera, e dedicou-se à Igreja Católica (Mattoso, Vol. IV 1993). Ele gostava das riquezas proveniente do ouro do Brasil e decidiu, em vez de governar, delegar todos os seus poderes para Sebastião José de Carvalho e Melo, futuro Conde de Oeiras e Marquês de Pombal
Sebastião José de Carvalho e Melo procurou substituir o estagnado absolutismo português por um despotismo iluminado e fazer a revisão de todos os aspectos de natureza econômica, social e política colonial para fazer de Portugal um país mais eficiente e candidato junto as  outras grandes potências da Europa, e, assim, garantir o seu próprio poder de Estado, como resultado. Impressionado com o sucesso econômico  inglês, o que ele tinha testemunhado, além de servir como embaixador em Londres, ele foi implementando com sucesso semelhante  as políticas económicas em Portugal. Ele foi o responsável pela abolição da escravatura em Portugal continental e na Índia portuguesa, em 1769, o desenvolvimento do vinho do Porto, indústria, e o fim da discriminação contra os Não-Cristãos Católicos em Portugal. Ele também reorganizou o exército e a marinha, trazendo o total de militares portugueses força para cerca de 90 000 soldados. A reforma do exército português foi posto à prova, em 1762, quando a Espanha invadiu Portugal, auxiliado pela França, durante a Guerra dos Sete Anos. A Grã-Bretanha foi invocada por sua a aliança com Portugal que enviou tropas. Vários meses mais tarde, o conflito foi resolvido com relativamente com pouca luta. Em 1777, Portugal e Espanha assinaram o Tratado de Santo Ildefonso, principalmente resolvido um número de disputas de fronteira entre o Sul colônias americanas.
Durante o Iluminismo, Portugal foi considerado um dos incultos remansos; era um país de três milhões com  200 000 pessoas em 538 mosteiros, em 1750. Sebastião Melo pareceu ter sido profundamente envergonhado por Portugal ser muito atraso. Tendo vivido em dois grandes centros do iluminismo europeu como embaixador de seu país para tanto Viena e Londres, cada vez mais ele identificou os jesuítas, com sua suposta doutrinária autoridade sobre ciência e a educação que resolver fazer um independente despotismo, ao estilo português. Especialmente na Inglaterra, ele entrou em contato com a antitradição jesuíta do país e em Viena, ele fez amizade com Gerhard van Swieten, um acérrimo adversário dos jesuítas austríacos e a sua influência. Como primeiro-ministro Sebastião Melo envolvidos numa suja propaganda de guerra contra os jesuítas, que foi acompanhada de perto pelo resto da Europa, e ele lançou algumas teorias da conspiração sobre a Ordem do desejo de poder.
O Marquês de Pombal não enfrentou apenas os jesuítas. No curso do processo dos Távoras ele acusou tanto a Cia. de Jesus quanto uma série de poderosas famílias nobres que cercam a família Távora de traição e tentativa de regicídio. Melo foi um importante precursor para a supressão dos jesuítas em toda a Europa e suas colônias, o que culminou, no ano de 1773, quando o Papa Clemente XIV aboliu a Ordem.
Reformas foram realizadas no campo educacional. Ele criou a base para o secular ensino público primário e secundário nas escolas, introduzido formação profissional, criou centenas de novos postos de ensino, adicionado departamentos de matemática e ciências naturais da Universidade de Coimbra, e introduziu novos impostos para pagar a essas reformas.
Mas a maior das reformas  foram as económicas e financeiras, com a criação de várias empresas e corporações a regular toda a atividade comercial. Ele demarcou a região para a produção de Vinho do Porto, a primeira tentativa de controle de qualidade do vinho e na produção na Europa. Ele governou com mão forte, através da imposição de leis rígidas sobre todas as camadas da sociedade portuguesa da nobreza para a classe trabalhadora, e através de sua generalizada de revisão do sistema fiscal do  país. Estas reformas ganharam-lhe inimigos em camadas superiores, especialmente entre a alta nobreza, que o desprezava como um arrivista social. A reforma da indústria do vinho em 1757 provocou motins que foram reprimidas com grande derramamento de sangue. Quando o apático Rei D. José I morreu em 24 de fevereiro de 1777, ele foi sucedido pela primeira Rainha de Portugal, D.ª Maria I. A Rainha não gostava de o Marquês de Pombal e o Marquês tinha o mesmo sentimento pela Monarca (Madeira & Aguiar, 2003), de modo que ela demitiu-o do seu posto e proibiu-lhe de deixar seu Marquesado de Pombal.

## A expulsão dos jesuítas
A expulsão dos jesuítas de Portugal tem sido visto como uma disputa com o Primeiro-Ministro Sebastião de Melo, Marquês de Pombal. A briga deste com os jesuítas começou durante uma troca de território nas  colônias sul americanas com a Espanha. Por um tratado secreto de 1750, Portugal perde para a Espanha recorrida colônia de Colônia do Sacramento na foz do Rio Uruguai, em troca de Sete Reduções do Paraguai, autônomas missões jesuítas que tinham sido nominalmente território colonial espanhol. Os jesuítas, em desacordo com as transferências das populações de  Guarani de uma região para outra, causou o Guerra dos Guarani e de Portugal, temendo uma tentativa de construir um império independente no Novo Mundo, proibiu os jesuítas para continuar o local de administração de sua ex-missões. Os jesuítas portugueses foram removidos do tribunal.
Em 1 de abril de 1758, uma oportunidade foi obtida a partir da idade Papa Bento XIV, a nomeação do português Cardeal Saldanha, recomendado por Pombal, para investigar as denúncias contra os jesuítas, que tinham sido criados no Reino de Portugal. Bento era cético quanto à gravidade dos supostos abusos. Ele pediu um minuto de inquérito, mas para salvaguardar a reputação da Companhia todas as questões graves  eram para ser encaminhadas de volta para ele. Bento morreu no mês seguinte, no entanto, em 3 de Maio. Em 15 de Maio, Saldanha, tendo recebido o resumo papal apenas uma quinzena antes, a omissão de uma visitação do jesuíta casas que tinham sido encomendados, e pronunciar-se sobre questões que o Papa tinha reservados para si mesmo, declarou que os jesuítas eram acusados de exercício ilegal, público e escandaloso comércio, em Portugal e em suas colônias. Pombal moveu-se rapidamente durante os papais sede vacante. Em três semanas, os jesuítas foram despojados de todas as possessões portuguesas, e antes de o Cardeal Rezzonico tinha sido feito como papa Clemente XIII em 6 de julho de 1758, a  expropriação da Companhia de Jesus em Portugal era um facto consumado.
A gota d'água para o Tribunal de justiça de Portugal foi a tentativa de assassinato do Rei em 3 de setembro de 1758, de que os jesuítas foram acusados de ter tido conhecimento prévio (ver Processo dos Távora abaixo). Entre os presos e executados foi Gabriel Malagrida, o Jesuíta, confessor de Leonor de Távora. Os jesuítas foram expulsos do Reino; é importante  membros não portugueses da Ordem foram presos. A Ordem foi civilmente suprimida em 1759. O embaixador português foi chamado a Roma e o núncio papal enviado para casa em desgraça. As relações entre Portugal e Roma foram quebrados até 1770.

## Processo dos Távoras
O caso dos Távora foi um escândalo político do século XVIII nas Cortes judiciais portuguesa. Os eventos disparados pela tentativa de assassinato do Rei D. José I, em 1758 terminou com a execução pública de toda a família Távora e seus parentes mais próximos, em 1759. Alguns historiadores interpretam de todo o assunto como uma tentativa do Primeiro-Ministro Melo (futuro Marquês de Pombal), para limitar o crescente poder das famílias da alta nobreza.
Confrontos entre Melo e a nobreza eram comuns porque a nobreza o desprezava por sua rápida ascensão ao poder. Os confrontos foram tolerados pelo Rei que confiou o seu primeiro-ministro de julgamento.

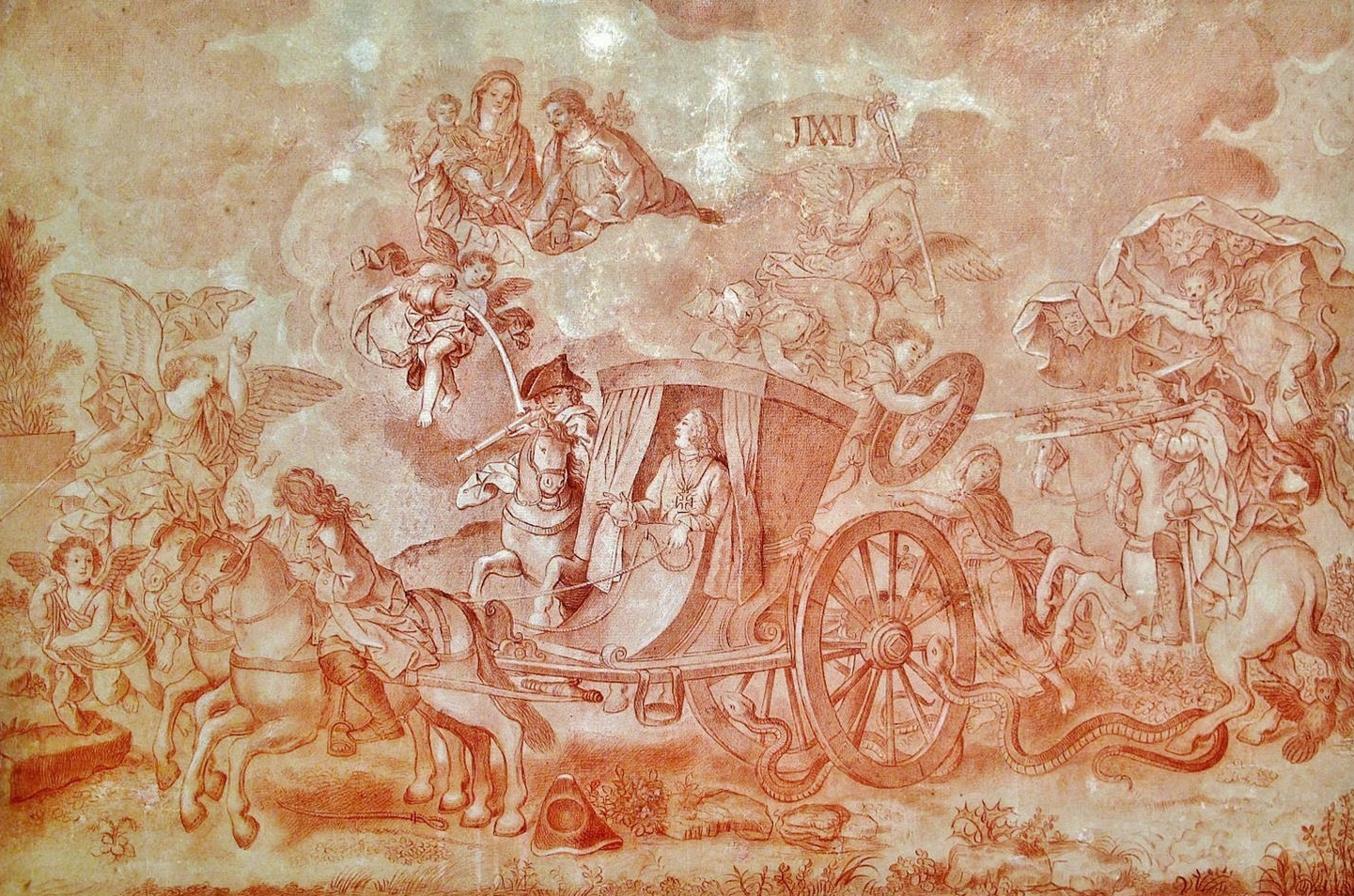
Tentativa de regicídio de D. José I de Portugal

Na noite de 3 de setembro de 1758, D. José I estava andando de um não  transporte não oficial nos  arredores de Lisboa. O Rei estava retornando de uma noite com a amante para as Tendas da Ajuda. Em algum lugar ao longo do caminho de dois a três homens interceptou o carro e disparou sobre seus ocupantes. D. José I, foi baleado em um braço e de seu motorista,  foi gravemente ferido, mas sobreviveu e voltou para Ajuda.
Imediatamente Melo assumiu o controle da situação. Escondendo o ataque e ao Rei e as suas lesões, ele prosseguiu com uma rápida consulta. Poucos dias depois, dois homens foram presos por tiroteios e torturado. Os homens confessaram sua culpa e afirmou que estavam seguindo ordens da família Távora, que estava planejando colocar o Duque de Aveiro no Trono. Ambos foram enforcados no dia seguinte, ainda antes da tentativa de regicídio se tornar pública.
Nas semanas seguintes, a Marquesa Leonor de Távora, seu marido, o Conde de Alvor, bem como todos os seus filhos, filhas e netos estavam presos. Os conspiradores, o Duque de Aveiro e os Távoras " genro, o Marquês de Alorna e o Conde de Atouguia, foram presos com suas famílias. Gabriel Malagrida, o Jesuíta, confessor de Leonor de Távora também foi preso.
Todos eles foram acusados de alta traição e tentativa de assassinato do Rei. As evidências apresentadas em comum julgamento foi muito simples: (a) a confissão dos executados assassinos; (b) a arma do crime, que pertencia ao Duque de Aveiro e (c) o pressuposto de que só os Távoras sabiam o paradeiro do Rei, naquela noite, uma vez que ele estava retornando de uma ligação com Teresa de Távora, que também foi presa.
Os Távoras negaram todas as acusações, mas eventualmente foram condenados à morte. Suas propriedades foram confiscadas pela coroa, o seu nome apagado do pariato e seu brasão de armas tornou-se ilegal. A original da sentença ordenou a execução de todos eles, incluindo mulheres e crianças. Só com a intervenção da Rainha D.ª Mariana e a Princesa D.ª Maria Francisca, a herdeira do trono, é que foram salvos a maioria deles.
A Marquesa, no entanto, não foi poupada. Ela e os outros réus que haviam sido condenados à morte foram publicamente torturados e executados em 13 de janeiro de 1759, em um campo perto de Lisboa. O Rei estava presente, juntamente com o seu perplexo tribunal. Os Távoras foram seus pares e parentes, mas o primeiro-ministro queria a lição a ser aprendida. Epílogos, o chão era de salgados para evitar futuras de crescimento da vegetação. Hoje em dia, esse campo é um quadrado de Lisboa, chamado de Terreiro Salgado, o solo salgado.
Gabriel Malagrida foi queimado na estaca poucos dias depois, e a Companhia de Jesus declarada fora-da-lei. Todas as suas propriedades foram confiscadas e todos os jesuítas expulsos do território português, tanto na Europa e as colônias. A família Alorna e as filhas do Duque de Aveiro foram condenados à prisão perpétua em mosteiros e conventos.
Sebastião de Melo foi feito Conde de Oeiras para o seu competente tratamento no caso, e, mais tarde, em 1770, foi promovido ao Marquês de Pombal, o nome que ele é conhecido por hoje.

## Sismo de 1755 em Lisboa

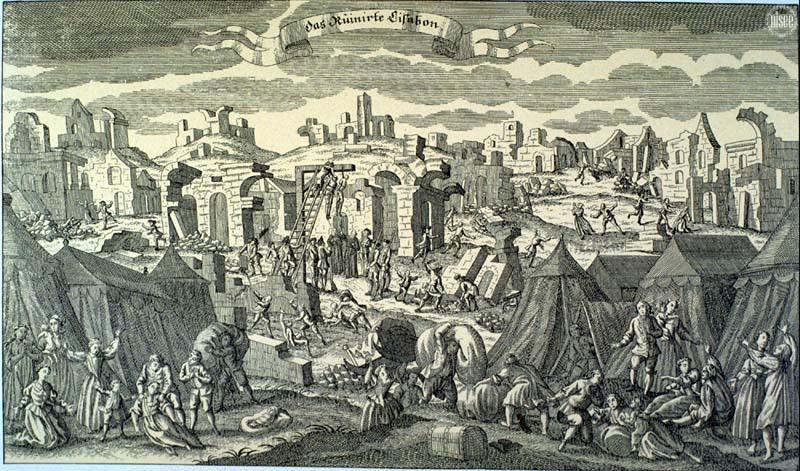
As Ruínas de Lisboa. Os sobreviventes vivem em barracas nos arredores da cidade após o sismo, como mostrado nesta gravura alemã de 1755.

Em 1 de novembro de 1755 às 9:20 AM, um enorme sismo (estimado em 8,5 a 9,0 na escala de magnitude de momento) atingiu Lisboa, seguido de um tsunami e de um incêndio, resultando na quase total destruição da cidade. O sismo acentuou as tensões políticas em Portugal e aprofundou as ambições coloniais no sec. XVIII.
De uma população de Lisboa 275.000, mais de 90.000 foram mortos e 85% dos edifícios de  Lisboa foram destruídos, incluindo famosos palácios e bibliotecas, bem como a maioria dos exemplos distintos do século XVI, a arquitetura Manuelina.
Devido a um golpe de sorte, a Família Real escapou ilesa da catástrofe. Rei D. José I e a corte tinham deixado a cidade, após participar de missa ao amanhecer, cumprindo o desejo de uma das filhas do Rei para passar o feriado longe de Lisboa. Após a catástrofe, D. José I desenvolveu um medo de viver dentro de paredes, e a Corte foi acomodado em um enorme complexo de tendas e pavilhões nas colinas de Ajuda, nos arredores de Lisboa. A claustrofobia do rei nunca diminuiu, e foi só depois da morte de D. José I que a sua filha, D.ª Maria I, iniciou a construção do  Palácio Real da Ajuda, que ainda permanece no local do antigo acampamento de tendas.
Como o rei, o Primeiro-Ministro Sebastião de Melo sobreviveu ao sismo e é relatado ter dito, "Agora? Enterrar os mortos e alimentar a vida." Com o pragmatismo que caracterizou a sua regra de vida, o Primeiro-Ministro imediatamente começou a organizar a recuperação e a reconstrução. Ele enviou bombeiros para a cidade, para extinguir as chamas, e ordenou equipes para remover os milhares de cadáveres. Ao contrário do costume e contra a vontade dos representantes da Igreja, muitos cadáveres foram carregados em barcaças, e enterrado no mar, além da foz do Rio Tejo para prevenir a doença. Para deter a desordem, especialmente saques, na cidade em ruínas, forcas foram construídas em pontos altos ao redor da cidade e pelo menos 34 pessoas foram executadas. O Exército português foi mobilizado para cercar a cidade para impedir os sãos de fugir, de modo que eles poderiam ser pressionadas para limpar as ruínas.
Não muito tempo depois da primeira crise, o primeiro-ministro e o rei rapidamente contratou arquitetos e engenheiros, e menos de um ano depois, Lisboa já estava livre de detritos e submetidos à reconstrução. O rei estava ansioso para ter uma nova e perfeitamente ordenada cidade. Grandes praças e largas avenidas retilíneas eram as assinaturas de nova de Lisboa. No momento, alguém perguntou o Marquês de Pombal a necessidade de tais ruas largas. O Marquês respondeu: um dia elas serão pequenos. O trânsito caótico de Lisboa moderna reflete a presciência de resposta.
Edifícios pombalinos foram entre as primeiras construções sismicamente protegidas no mundo. Foram construída em madeiras, em pequena dimensão, para os testes, e sismos foram simulados por tropas marchando em torno deles. O "novo" centro da cidade, conhecida como a Baixa Pombalina, é uma das famosas atrações da cidade. Seções de outras cidades portuguesas, como a Vila Real de Santo António, no Algarve, também foram reconstruídas baseada em princípios pombalinos.

## Bibliograia
- Carmo Reis, A. (1987). Atlas de História de Portugal (5ª ed.). Edições Asa.
- Estudos De País – Brasil. (2005, novembro 13). Countrystudies.nós. Página visitada em 17:15, novembro 13, 2005 http://countrystudies.us/brazil/8.htm
- Geographic.org – Portugal. (2005, novembro 13). Geographic.org. Página visitada em 17:30, novembro 13, 2005 http://workmall.com/wfb2001/portugal/portugal_history_index.html
- Geographic.org – O Brasil. (2005, novembro 13). Geographic.org. Página visitada em 17:30, novembro 13, 2005 http://workmall.com/wfb2001/brazil/brazil_history_index.html
- Madeira, Carlos (dir.); & Aguiar, João (2003). Portugal 860 anos – Figuras 1580-1926. Livros SuperInteressante.
- Mattoso, José (dir.) (1993). História de Portugal (Vol. IV; 1ª ed.). Círculo de Leitores. ISBN 972-42-0715-3
- Mattoso, José (dir.) (1993). História de Portugal (Vol. VIII; 1ª ed.). Círculo de Leitores. ISBN 972-42-0972-5
- Maxwell, Kenneth. Pombal, Paradoxo do Iluminismo (Cambridge: Cambridge University Press, 1995)
- Portugal. (2005, 11 de novembro). MSN Encarta. Página visitada em 19:00, novembro 11, 2005 http://encarta.msn.com/encyclopedia_761558260/Portugal.html (Arquivado 2009-10-31)